# George (Afrique du Sud)
Pour les articles homonymes, voir George et Outeniqua.
George (anciennement baptisée Georgetown en hommage au roi George III) est une ville d'Afrique du Sud, siège de la municipalité locale homonyme située dans la province du Cap-Occidental, à 432 km à l'est du Cap et à 330 km à l'ouest de Port Elizabeth, au centre de la route des jardins, sur un plateau de 10 kilomètres entre les monts Outeniqua au nord et l'Océan Indien au sud.

## Démographie
Selon le recensement de 2011, la ville de George compte 114 291 habitants, majoritairement issus des populations coloured (63,23%). Les blancs et les noirs représentent respectivement 25,59% et 9,24% des habitants. L'afrikaans est la langue maternelle de 84,15% des habitants.  
Les noirs habitent majoritairement le township de Thembalethu (93,41% des 43 103 résidents) situé en dehors de la ville et non incorporée dans celle-ci.
L'ensemble de la zone urbaine comprenant George et Thembalethu compte 157 394 habitants, majoritairement coloureds (47,4%). Les blancs et les noirs représentent respectivement 18,6 % et 32,3 % des habitants de cette zone urbaine.
George et Thembalethu sont gérées administrativement ensemble par la municipalité de George, une agglomération de 193 672 habitants comprenant notamment les villages et localités de Wilderness, Victoria Bay et Herolds Bay.

## Historique

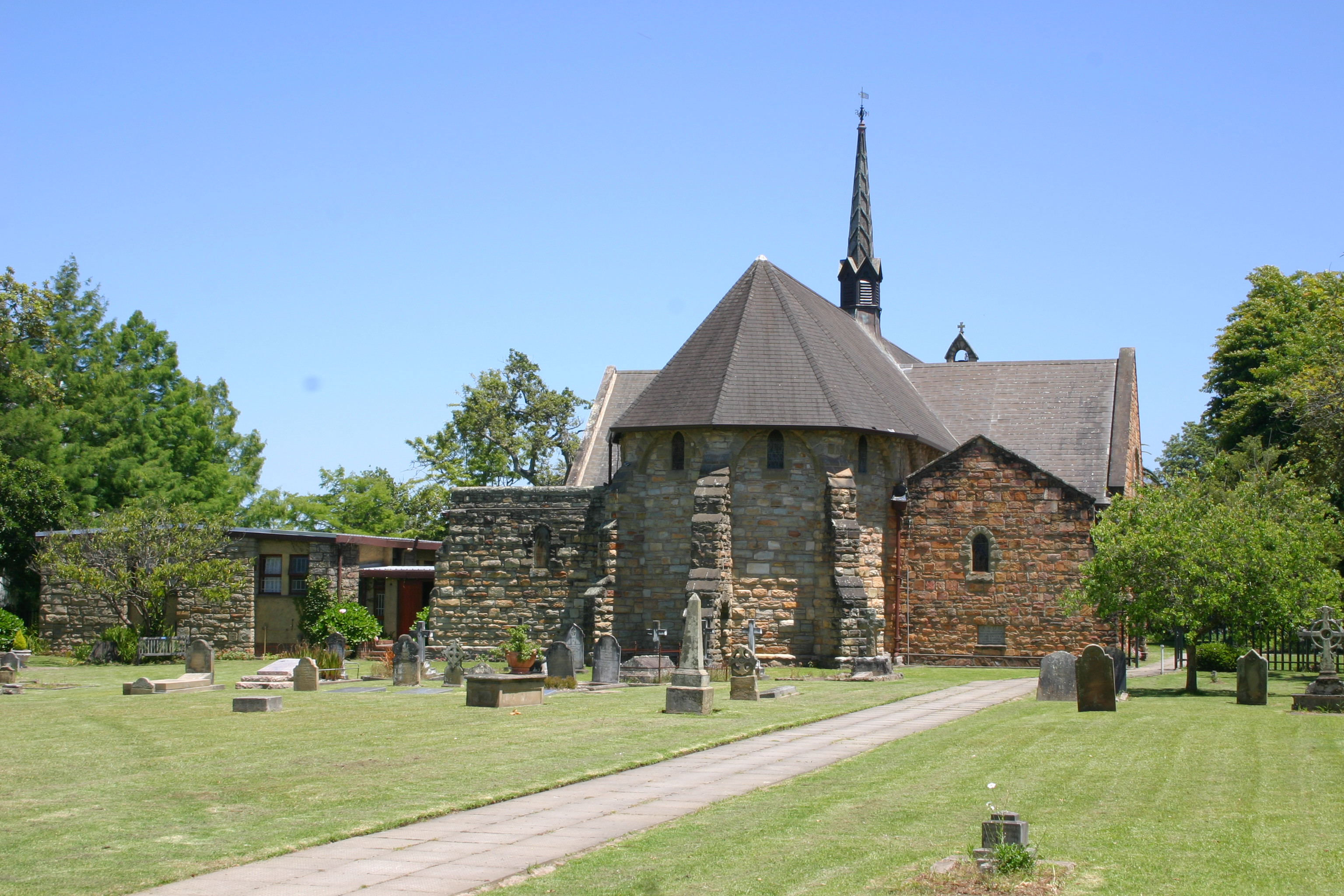
L'église anglicane Saint-Marc (1850).

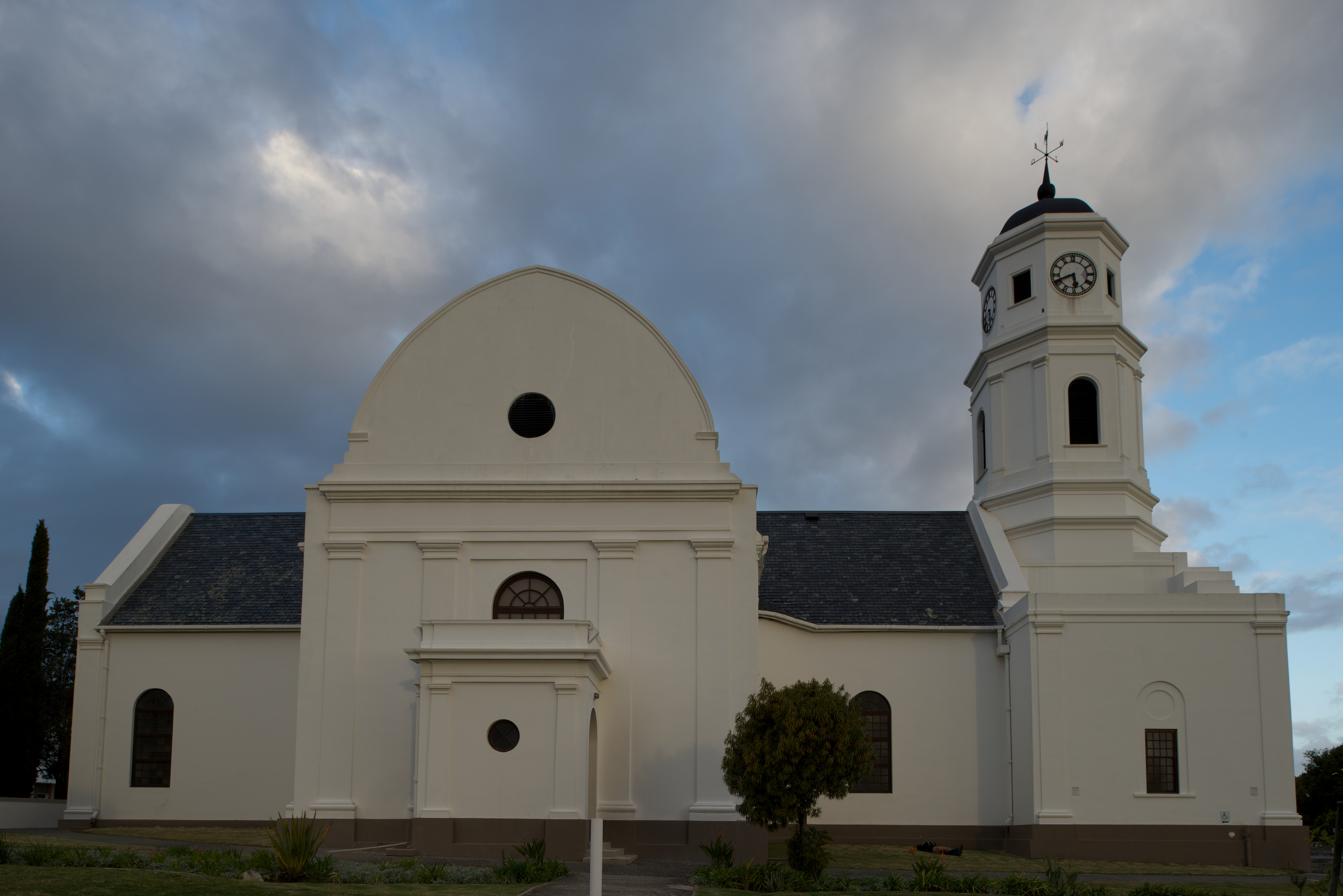
Église réformée hollandaise de George (1842)

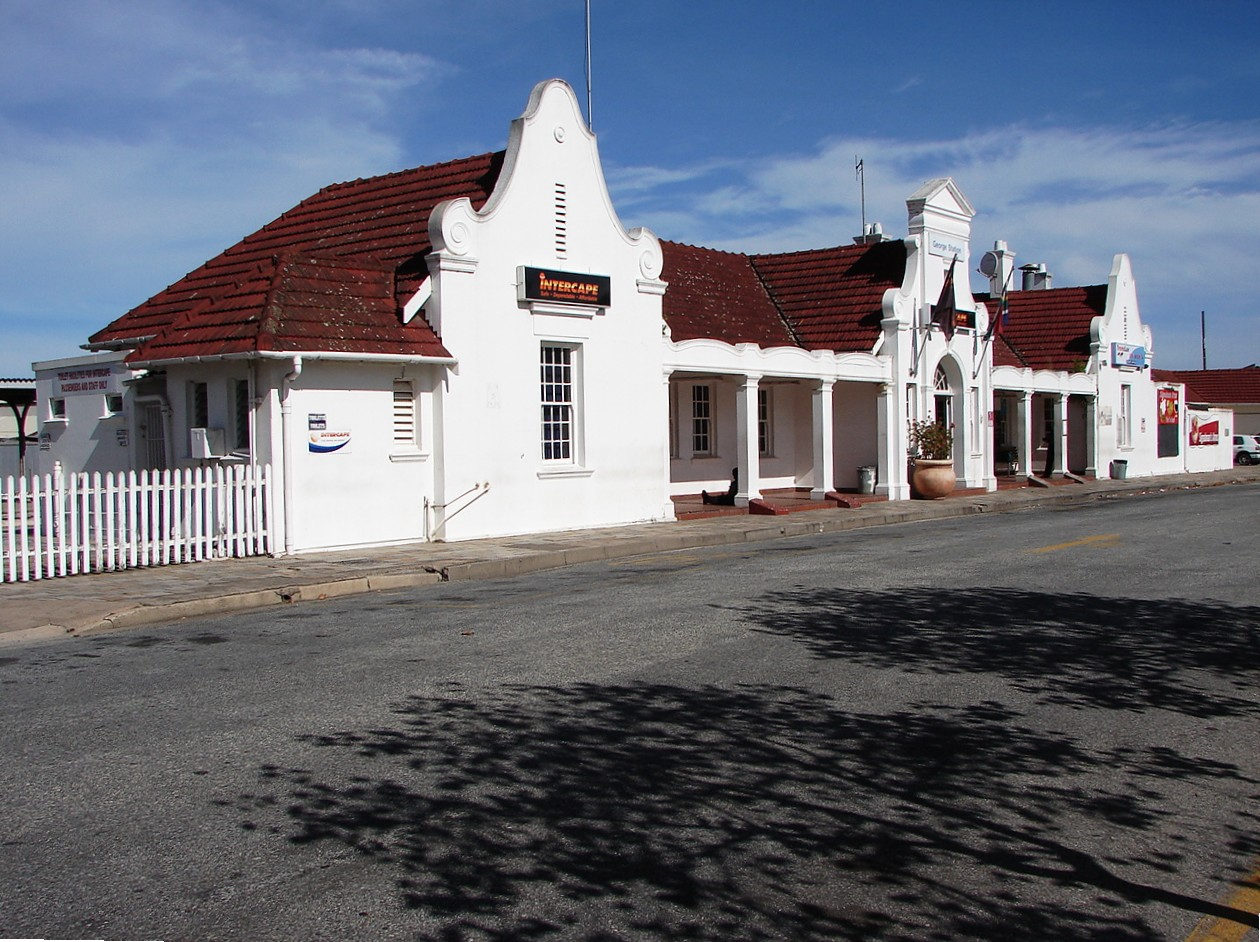
Gare de George

Située aux pieds des Monts Outeniqua, George est la sixième plus ancienne ville d'Afrique du Sud et la première fondée par les Britanniques en 1811. Elle fut baptisée au nom du Roi George III.
Sous l'apartheid, la ville nationaliste et afrikaner est un bastion politique du député puis président Pieter Botha. Elle est par la suite un bastion de l'Alliance démocratique, l'opposition officielle au gouvernement dirigé par l'ANC.
En 2004, dans le cadre d'une politique d'africanisation de la toponymie locale, les nouvelles autorités ANC de la province avaient proposé de faire rebaptiser la ville du nom d'Outeniqua mais aucune suite ne fut donné à cette proposition.

## Histoire liée au bois
Depuis le début de la colonisation européenne en Afrique du Sud en 1652, le bois et la fourniture de divers bois étaient d'une importance capitale pour la survie des colons. Une fois épuisées les zones forestières proches de l'actuel Cap, la recherche de plus de bois s'est poursuivie le long de la côte. 
Les grandes forêts du Cap Sud ont été découvertes dès 1711, mais en raison de leur inaccessibilité, ce n'est qu'en 1776 que la Compagnie néerlandaise des Indes orientales établit un poste de bois là où se trouve aujourd'hui George. 
Les premiers bûcherons et leurs familles vivent dans des clairières où ils se sont transformés en une communauté étroitement unie et où les mariages mixtes sont courants. Les hommes étaient maigres et raides, mais ils étaient aussi robustes et forts avec une incroyable habileté à abattre, scier et manipuler le bois. 
L'utilisation des arbres forestiers conduit à des industries telles que la fabrication de meubles et de chariots. En 1910, plusieurs grandes scieries ont été établies dans le district. Le bois destiné à l'exportation est transporté vers les ports côtiers par chars à bœufs. 
Aujourd'hui, on trouve dans le Southern Cape des scieries dotées du summum de la technologie du bois moderne et des usines de meubles innovantes . La technique ancestrale et l'habileté de fabriquer des meubles en bois à la main y sont uniques. 

### XVIIIesiècleetXIXesiècle
La ville de George a été créée en raison de la demande croissante de bois utilisé dans la construction, le transport et le mobilier. En 1776, la Compagnie néerlandaise des Indes orientales établit un avant-poste pour la fourniture de bois; on pense que son emplacement est près de l'extrémité ouest de la rue York. Le Timber Post a son propre Poshouer (gérant), une douzaine de bûcherons, un forgeron, un fabricant de charrettes et 200 bœufs. Après 1795 et l'occupation britannique du Cap, un gestionnaire des forêts pour la région est nommé. Après la deuxième occupation britannique en 1806, il est décidé que la magistrature de Swellendam est trop importante et doit être subdivisée. George est choisie en raison de la disponibilité d'une bonne eau. En 1811, George est déclarée district séparé et Tiaan Swart nommé premier Landrost (magistrat), la ville est proclamée par le comte de Caledon, gouverneur de la colonie du Cap le jour de la St George, le 23 avril 1811, et nommée d'après le monarque britannique régnant, George III. L'un des premiers actes de Van Kervel en tant que Landdrost (en)(maire) est de creuser un canal pour alimenter en eau les trente-six premières parcelles de George. Une carte de 1819 montre le canal d'origine et le réservoir de stockage, où ils subsistent à ce jour dans les jardins botaniques de la Garden Route. Le premier canal provenait de Rooirivier (rivière Rouge) et plus tard un déversoir de dérivation est construit sur la rivière Camphersdrift. George obtient le statut de municipalité en 1837. 
À partir de 1772, il y a afflux progressif de colons désireux de vivre de la forêt. Ce sont pour la plupart des descendants des colons néerlandais. Dans les premiers temps, la vie et les moyens de subsistance des habitants tournent autour de l'industrie du bois et des riches forêts des environs et il reste un avant-poste tranquille. C'est l'amélioration spectaculaire des communications - les liaisons routières, ferroviaires et aériennes éclipsant les chariots à bœufs et les bateaux à vapeur côtiers du XIXe siècle qui  expose d'autres charmes et ressources de la région et entraîne une croissance sans précédent pour la ville.

### Bûcherons: 1900-1940
Après l'effondrement des prix de la plume d'autruche et une grave sécheresse dans le Karoo au début du XVIIIe siècle, de nombreux « bywoners » se sont retrouvés sans travail. Plutôt que de rester dans une région aride, ils ont traversé les montagnes pour trouver un moyen de subsistance dans les forêts. 
Des colonies forestières, telles que Karatara (en) et Bergplaas (1922) sont créées et beaucoup de membres de la classe ouvrière du Transvaal se déplacent vers ces colonies. Ils constituaient cependant un groupe minoritaire, car la plupart des bûcherons vivaient en dehors de ces colonies. Un petit nombre sont les descendants d'immigrants britanniques qui ne peuvent trouver aucun autre moyen de subsistance. Il y a également un petit nombre d'immigrants italiens qui avait été amenés de la région de Turin en 1879, dans le cadre d'un projet visant à démarrer une industrie de la soie dans la région de Knysna. Cela s'était avéré être un échec complet en raison du manque de feuilles de mûrier. Se retrouvant sans travail, certains de ces Italiens ont dérivé dans les forêts et ont rejoint la communauté des bûcherons. 
Les fils étaient considérés comme un atout économique car, à environ 14 ou 15 ans, après très peu de scolarité, ils pouvaient aider leurs pères dans la forêt. La majorité de ces fils sont finalement devenus eux-mêmes bûcherons. 
Le Forest Act of 1913 exige que tous les bûcherons soient enregistrés. En 1939, tous les bûcherons restants sont retirés des forêts et reçoivent une pension du gouvernement.

## Transport
George possède un aéroport "Aéroport de George", (code AITA : GRJ), situé à 8 km à l'ouest de la ville. 

Inauguré en 1977, il porta le nom de "PW Botha Airport" jusqu'en 1995.

## Tourisme
George est un lieu de passage privilégié pour les visiteurs en provenance du Cap et en route vers Oudtshoorn ou Port Elizabeth par la route des jardins.
La ville présente un musée de belles locomotives à vapeur, l'Outeniqua Railway Museum à côté duquel partait l'Outeniqua Choo Tjoe, un beau train aux wagons à l'ancienne qui effectuait jusqu'en 2006 un trajet panoramique jusqu'à Knysna via la côte de Wilderness.
La Dutch Reformed Church (1842) mérite aussi le détour, tout comme l'église anglicane de Pacaltsdorp (1825), l'église catholique St Pierre et Paul de 1843 (la plus vieille du pays), la cathédrale St Marc (1850), le town hall sur York street, le George Museum situé dans l'ancien Drostdy, le Slave Tree (un très ancien chêne britannique), la librairie Edouard VII ou encore le jardin botanique de la route des jardins.

## Personnalités liées à la commune
Ammiel Bushakevitz (*1986) pianiste de concert israélo-sud-africain

## Odonymie
| Anciens noms de rue          | Nouveaux noms depuis 2013 |
| ---------------------------- | ------------------------- |
| Albert Street Sandkraal road | Nelson Mandela Blvd       |
| Saasveld road                | Madiba drive              |